# Hexafluoreto de urânio
Hexafluoreto de urânio (UF6), tratado como "hex" na indústria nuclear, é um composto usado no processo de separação isotópica ("enriquecimento") de urânio que produz combustível para reatores nucleares e armas nucleares.